# Panagaeus
A Panagaeuss a rovarok (Insecta) osztályának bogarak (Coleoptera) rendjébe, ezen belül a ragadozó bogarak (Adephaga) alrendjébe és a futóbogárfélék (Carabidae) családjába tartozó nem.

## Előfordulásuk
A Panagaeus-fajok előfordulási területe Európa, a Közel-Kelet és Észak-Afrika.

## Rendszerezés
A nembe az alábbi 15 élő faj tartozik (lehet, hogy a lista hiányos):
- Panagaeus abei Nakane, 1997
- Panagaeus asuai Ogueta, 1966
- Panagaeus bipustulatus Fabricius, 1775
- Panagaeus coreanus Nakane, 1997
- Panagaeus cruciger Say, 1823
- nagy keresztesfutrinka (Panagaeus cruxmajor) Linnaeus, 1758
- Panagaeus davidi Fairmaire, 1887
- Panagaeus fasciatus Say, 1823
- Panagaeus japonicus Chaudoir, 1861
- Panagaeus panamensis Laferte-Senectere, 1851
- Panagaeus piacenzae Dellabeffa, 1983
- Panagaeus relictus Semenov & Bogachev, 1938
- Panagaeus robustus A. Morawitz, 1862
- Panagaeus sallei Chaudoir, 1861
- Panagaeus quadrisignatus Chavrolat, 1835

## Fordítás
- Ez a szócikk részben vagy egészben  a   Panagaeus című angol Wikipédia-szócikk ezen változatának fordításán alapul.  Az eredeti cikk szerkesztőit annak laptörténete sorolja fel. Ez a jelzés csupán a megfogalmazás eredetét és a szerzői jogokat jelzi, nem szolgál a cikkben szereplő információk forrásmegjelöléseként.